# ملعب ريافالن
ملعب ريافالن (بالإنجليزية: Ryavallen)‏ هو ملعب كرة قدم متعدد الأغراض يستضيف مسابقات ألعاب القوى، يقع في بوراس، السويد.

## التاريخ
افتتح الملعب في 1941.

## أهم الأحداث التي استضافها
- كأس العالم لكرة القدم 1958